# 下部町
下部町（しもべちょう）は、山梨県西八代郡にあった町。
2004年（平成16年）9月13日に南巨摩郡身延町・中富町と合併し、改めて南巨摩郡身延町が発足したことによって消滅した。

## 地理
県南端、郡南端に位置。町域の大半が山地で、北辺の蛾ケ岳（ひるがたけ）や大平山、釈迦ヶ岳や東辺の竜ヶ岳や毛無山など急峻な山々がそびえ、東の旧上九一色村との境には本栖湖が位置する。南西流し富士川へ注ぐ常葉川やその支流が流れ、渓谷に沿った街道沿いの平坦地に集落が点在する。

## 歴史
町域には縄文時代からの考古遺跡が分布している。古代の律令制下では八代郡川合郷に属する。平安時代後期に甲斐源氏の一族・秋山氏が進出し、戦国期まで栄えた常葉氏や市ノ瀬に居館を構え常葉氏に代わり戦国期に興隆した馬場氏、三沢に居館を構えた三沢氏などが出現した。戦国時代に河内地方は武田氏の一族である穴山氏が領し、穴山氏の勢力基盤となった木材生産や湯之奥金山などがある。
湯之奥には穴山氏の家臣で湯之奥郷の土豪である湯之奥佐野氏が居住した。戦国時代には湯之奥佐野氏の当主・縫殿右衛門尉の存在が知られ、材木伐採・製材業に携わる「山造」としての活動が知られる。湯之奥佐野氏の子孫は江戸時代にも湯之奥村に居住して名主を務め、門西と改姓する。湯之奥には門西家が居住した江戸中期の建築である門西家住宅があり、重要文化財に指定されている。
近世には33か村が成立し、中郡筋九一色筋に属する八坂と折門のほか31か村は東河内領に属する。寛永元年（1624年）には八坂と折門が旗本領となり、寛文元年（1661年）に湯之奥と釜額が徳川綱吉領となる。その他の諸村は江戸時代初期には幕府直轄領で、宝永2年（1705年）には甲府藩領となる。享保9年（1724年）には甲斐一国の幕領化に伴い再び幕領となり、幕末までは上飯田代官支配を経て市川代官支配となる。
町域は大半が山地であるため耕地に乏しく、わずかな農業のほかは林業や製炭などの山稼ぎや、行商や紙漉きなど多様な産業を複合した河内地方特有の生業が成立する。甲駿を結ぶ河内路（駿州往還）の脇往還である東河内路は岩間（西八代郡市川三郷町）から分岐し、町域を南北に通過し駿河国稲子（静岡県富士宮市）で河内路と合流した。また、富士川舟運の波高島河岸は鰍沢河岸と岩淵河岸を結ぶ中継河岸として機能した。
近現代には養蚕が奨励され、下部温泉を中心とした観光産業にも力を入れているが、近年は過疎化と高齢化が進行している。

### 沿革
- 1875年（明治8年）4月 - 八代郡北川村・市之瀬村・杉山村・岩欠村・大炊平村・清沢村・常葉村・上野平村・波高島村・桃ヶ窪村・下部村・湯奥村が合併して富里村となる。（富士川左岸は近世から八代郡所属、合併により南巨摩郡に編入する場合あり）
- 1889年（明治22年）7月1日 - 町村制の施行により、富里村および大河内村の一部（川向）の区域をもって富里村が発足。
- 1949年（昭和24年）4月1日 - 富里村が共和村の一部（宮木の一部）を編入。
- 1954年（昭和29年）4月1日 - 富里村が町制施行・改称して下部町となる。
- 1956年（昭和31年）9月30日 - 久那土村・古関村・共和村と合併し、改めて下部町が発足。
- 1958年（昭和33年）4月1日 - 一部（大字宮木・下田原）を分割して中富町へ編入。
- 2004年（平成16年）9月13日 - 南巨摩郡身延町・中富町と合併し、改めて南巨摩郡身延町が発足。同日下部町廃止。

## 教育

### 高等学校
- 山梨県立峡南高等学校

### 中学校
- 久那土中学校
- 下部中学校

### 小学校
- 久那土小学校
- 下部小学校

## 交通

### 鉄道
東海旅客鉄道
- 身延線：波高島駅 - 下部温泉駅 - 甲斐常葉駅 - 市ノ瀬駅 - 久那土駅

### 道路
都道府県道
- 山梨県道411号下部飯富線
- 山梨県道412号栃台常葉線

道の駅
- しもべ

## 名所・旧跡・観光スポット・祭事・催事
- 下部温泉
- ヤマメの里
- 毛無山
- ホタルまつり
- ヤマメまつり
- 信玄公かくし湯まつり

## ゆかりのある人物
- 木原誠二（衆議院議員） - 母の故郷は下部[1]。